# Área metropolitana de Savannah
El Área Metropolitana de Savannah o conocida oficialmente como Área Estadística Metropolitana de Savannah, GA MSA por la Oficina de Administración y Presupuesto, es un Área Estadística Metropolitana centrada en la ciudad de Savannah, en el estado estadounidense de  Georgia. El área metropolitana tiene una población de 347.611 habitantes según el Censo de 2010, convirtiéndola en la 145.º área metropolitana más poblada de los Estados Unidos.

## Composición
Los 3 condados del área metropolitana y su población según los resultados del censo 2010:
- Bryan – 30.233 habitantes
- Chatham – 265.128 habitantes
- Effingham – 52.250 habitantes

## Principales comunidades del área metropolitana
Ciudad principal 
- Savannah

Ciudades con más de 10.000 habitantes 
- Georgetown
- Pooler
- Wilmington Island